# Manoir d'Apchat
Le manoir d'Apchat est un manoir situé en France sur la commune d'Apchat, dans la région Auvergne-Rhône-Alpes.

## Localisation
Le manoir est situé dans le département français du Puy-de-Dôme, sur la commune d'Apchat, dans l'ancienne région administrative d'Auvergne.

## Historique
Construit au XVe siècle et relevant des ducs de Mercœur, le donjon a subi une modification au XVIIIe siècle avec l'ajout d'un porche reliant le donjon aux communs.

## Description
Le donjon se distingue par son aspect massif et un contrefort témoignant de sa fonction défensive. À l'angle surplombant la cour, une tourelle d'escalier subsiste avec trois bretèches encore visibles à son sommet. Les anciens communs, typiques de la région, se composent d'un petit bâtiment rectangulaire prolongé par un pavillon carré légèrement plus élevé.

## Protection
Les façades et toitures sont inscrites au titre des monuments historiques par arrêté du 9 décembre 1983.